# کارالیادا کاندگامدا
کارالیادا کاندگامدا (به لاتین: Karalliyada Kandegammedda) یک منطقهٔ مسکونی در سری‌لانکا است که در استان مرکزی (سری‌لانکا) واقع شده‌است.